# Almindelig bukkehorn
Almindelig Bukkehorn (Trigonella foenum-graecum) er en enårig, urteagtig plante med en opstigende vækst. Alle dele af planten lugter kraftigt krydret. Friske skud og tørrede frø bruges som krydderi enten rent eller i forskellige blandinger med andre krydderier ("karry").

## Beskrivelse
Alm. Bukkehorn er en enårig, urteagtig plante med en spinkel, opret til opstigende vækst. Stænglerne er runde i tværsnit og rigt forgrenede. Bladene sidder spredtstillet, og de er trekoblede (som kløverblade) med smalle, omvendt ægformede småblade, der har savtakket rand på den yderste halvdel, mens den inderste er helrandet.
Blomstringen foregår i april-juni, hvor man finder blomsterne enkeltvis eller parvis i bladhjørnerne. De enkelte blomster er kortstilkede, 5-tallige og bygget som andre blomster i Ærteblomst-familien. Kronbladene er flødefarvede til gulligt-hvide med en lysviolet basis. Frugterne er hornformede, smalle bælge med 10-20 frø i hver.
Rodnettet er kraftigt med en dybtgående pælerod og flere trævlede siderødder.
Højde x bredde og årlig tilvækst: 0,80 x 1,00 m (80 x 100 cm/år).

## Hjemsted
Alm. Bukkehorn hører hjemme i Nordafrika, Mellemøsten, Kaukasus, Centralasien og Central- og Sydøsteuropa. Genetiske undersøgelser viser, at Nordafrika og Mellemøsten formentlig må være artens oprindelige hjemsted. Her findes den i halvtørre områder med vinterregn og veldrænet jord, men helt vildtvoksende eksemplarer er vanskelige at adskille fra dyrkede.

## Aktive stoffer
Planten indeholder stoffer med kraftig, antioxidant virkning , og et ekstrakt af frøene har i forsøg på rotter med sukkersyge vist en blodsukkersænkende effekt. Nyere undersøgelser viser, at udtræk af planten virker dræbende på nematoder i jorden

## Anvendelse
Særligt plantens frø er populære som krydderi i indisk/Pakistansk og thailandsk madlavning, og de er en vigtig bestanddel i de fleste karryblandinger. Plantens blade (tørrede eller friske) bruges også undertiden som krydderurt. Bukkehornsfrø støder man oftest på i tørret tilstand. De er gullige og rombeformede og meget hårde. Frøene indeholder blandt andet en lacton (ringformet ester) ved navn sotolon (3-hydroxy-4,5-dimethylfuran-2(5H)-on). Sotolon er kraftigt aromatisk og hovedansvarligt for den karakteristiske karrylugt. Indtagelse af selv ganske små mængder bukkehornsfrø kan give anledning til en kraftig lugt fra sved og urin.
Desuden bruges planten enten i frisk eller tørret tilstand som foder til husdyr (foenum-graecum er latin og betyder "græsk hø").
| Portal | Portal:Botanik |

## Note
1. ↑  Nidhal Marzougui, Anissa Boubaya, Walid Elfalleh, Ferdaous Guasmi, Leila Laaraiedh, Ali Ferchichi, Tebra Triki og Mohamed Beji: Assessment of genetic diversity in Trigonella foenum graecum Tunisian cultivars using ISSR markers (Webside ikke længere tilgængelig) (engelsk)
2. ↑  Syeda Birjees Bukhari, Muhammad Iqbal Bhanger og Shahabuddin Memon: Antioxidative Activity of Extracts from Fenugreek Seeds Arkiveret 3. september 2013 hos  Wayback Machine (engelsk)
3. ↑  C. Renuka, N. Ramesh og K. Saravanan: Evaluation of the antidiabetic effect of Trigonella foenum-graecum seed powder on alloxaninduced diabetic albino rats (engelsk)
4. ↑  Se et abtract af artiklen online (engelsk)